# Tadeusz Rybak
Tadeusz Rybak (ur. 28 października 1929 w Milanówku, zm. 7 marca 2017 w Legnicy) – polski duchowny rzymskokatolicki, doktor nauk teologicznych, biskup pomocniczy wrocławski w latach 1977–1992, biskup diecezjalny legnicki w latach 1992–2005, od 2005 biskup senior diecezji legnickiej.

## Życiorys
Urodził się 28 października 1929 w Milanówku w rodzinie Bolesława i Heleny z domu Tylman. Egzamin dojrzałości złożył w 1947 w tamtejszym Państwowym Liceum Ogólnokształcącym. W latach 1948–1953 odbył studia filozoficzno-teologiczne w Metropolitalnym Wyższym Seminarium Duchownym we Wrocławiu. Święceń prezbiteratu udzielił mu 2 sierpnia 1953 w archikatedrze św. Jana Chrzciciela biskup pomocniczy kielecki Franciszek Sonik. W latach 1957–1962 studiował na Wydziale Teologicznym Katolickiego Uniwersytetu Lubelskiego, uzyskując stopień doktora teologii dogmatycznej.
Jako wikariusz pracował w parafiach: Wniebowzięcia Najświętszej Maryi Panny w Bielawie (1953–1954), św. Stanisława i św. Doroty we Wrocławiu (1954–1955) oraz św. Stanisława w Świdnicy (1955–1956). W 1967 został członkiem komisji liturgicznej i rady duszpasterskiej archidiecezji wrocławskiej. W 1966 otrzymał przywilej noszenia rokiety i mantoletu, a w 1969 godność kapelana honorowego Jego Świątobliwości.
Od 1956 do 1957 pracował w Instytucie Katolickim w Trzebnicy. W latach 1962–1977 sprawował urząd wicerektora Metropolitalnego Wyższego Seminarium Duchownego we Wrocławiu, prowadząc równocześnie wykłady z teologii dogmatycznej i liturgiki. Od 1968 do 1992 był adiunktem w Katedrze Sakramentologii Papieskiego Wydziału Teologicznego we Wrocławiu. W 1970 wszedł w skład Komisji Episkopatu Polski ds. Seminariów Duchownych.
28 kwietnia 1977 papież Paweł VI mianował go biskupem pomocniczym archidiecezji wrocławskiej ze stolicą tytularną Benepota. Święcenia biskupie otrzymał 24 czerwca 1977 w archikatedrze św. Jana Chrzciciela we Wrocławiu. Udzielił mu ich arcybiskup metropolita wrocławski Henryk Gulbinowicz, któremu asystowali biskup pomocniczy warszawski Jerzy Modzelewski i biskup pomocniczy wrocławski Wincenty Urban. Jako zawołanie biskupie przyjął słowa „Per Christum in Spiritu ad Patrem” (Przez Chrystusa w Duchu do Ojca). W latach 1977–1992 sprawował urząd wikariusza generalnego archidiecezji. W kurii metropolitalnej pełnił funkcję przewodniczącego Komisji ds. Liturgii. Wszedł w skład rady kapłańskiej i kolegium konsultorów. W 1978 został mianowany członkiem Kapituły Metropolitarnej Wrocławskiej, a w 1982 jej prepozytem. Wszedł w skład Rady Wydziału Papieskiego Wydziału Teologicznego we Wrocławiu.
25 marca 1992 papież Jan Paweł II ustanowił go biskupem diecezjalnym nowo erygowanej diecezji legnickiej. Tego samego dnia kanonicznie objął diecezję, natomiast ingres do katedry Świętych Apostołów Piotra i Pawła w Legnicy odbył 24 maja 1992. W 1997 podejmował w Legnicy Jana Pawła II podczas jego VI podróży apostolskiej do Polski. 19 marca 2005 ten sam papież przyjął jego rezygnację z obowiązków biskupa diecezjalnego diecezji legnickiej.
W ramach prac Episkopatu Polski był w latach 1983–1994 przewodniczącym Komisji ds. Liturgii i Duszpasterstwa Liturgicznego. Kierowana przez niego komisja opracowała większość ksiąg liturgicznych będących w użyciu w Polsce. Został także członkiem Komisji Duszpasterskiej. Był współkonsekratorem podczas sakr biskupów pomocniczych wrocławskich Józefa Pazdura (1985) i Jana Tyrawy (1988) oraz biskupa diecezjalnego świdnickiego Ignacego Deca (2004).
Zmarł 7 marca 2017 w Legnicy. 11 marca 2017 został pochowany w krypcie katedry legnickiej.

## Wyróżnienia
W 2003 nadano mu tytuł honorowego obywatela Legnicy.